# Mistrovství Asie ve fotbale 1964
Mistrovství Asie ve fotbale 1964 bylo třetí mistrovství pořádané fotbalovou asociací AFC. Vítězem se stala Izraelská fotbalová reprezentace.

## Kvalifikované týmy
Hlavní článek: Kvalifikace na Mistrovství Asie ve fotbale 1964
- Izrael (hostitel)
- Jižní Korea (úřadující mistr)
- Indie (vítěz kvalifikační skupiny 1)
- Hongkong (vítěz kvalifikační skupiny 2)

## Závěrečný turnaj
| Tým         | Z | V | R | P | VG | IG | +/- | B |
| ----------- | - | - | - | - | -- | -- | --- | - |
| Izrael      | 3 | 3 | 0 | 0 | 5  | 1  | +4  | 6 |
| Indie       | 3 | 2 | 0 | 1 | 5  | 3  | +2  | 4 |
| Jižní Korea | 3 | 1 | 0 | 2 | 2  | 4  | −2  | 2 |
| Hongkong    | 3 | 0 | 0 | 3 | 1  | 5  | −4  | 0 |

| 26. května 1964 16.30 |     |          |                                                                              |
| Izrael                | 1:0 | Hongkong | National Stadium, Ramat Gan diváci: 25 000 rozhodčí: Patrick Nice (Malajsie) |
| Spiegler 76'          |     |          | National Stadium, Ramat Gan diváci: 25 000 rozhodčí: Patrick Nice (Malajsie) |

| 27. května 1964 16.30 |     |                            |                                                                        |
| Jižní Korea           | 0:2 | Indie                      | Municipal Stadium, Haifa diváci: 7 000 rozhodčí: Davoud Nassiri (Írán) |
|                       |     | Appalaraju 2' I. Singh 57' | Municipal Stadium, Haifa diváci: 7 000 rozhodčí: Davoud Nassiri (Írán) |

| 29. května 1964 16.00           |     |       |                                                                              |
| Izrael                          | 2:0 | Indie | Bloomfield Stadium, Tel Aviv diváci: 20 000 rozhodčí: Li Pak Tung (Malajsie) |
| Spiegler 29' (pen.) Aharoni 76' |     |       | Bloomfield Stadium, Tel Aviv diváci: 20 000 rozhodčí: Li Pak Tung (Malajsie) |

| 31. května 1964 16.30 |     |          |                                                                                           |
| Jižní Korea           | 1:0 | Hongkong | Hebrew University Stadium, Jeruzalém diváci: 7 000 rozhodčí: Pisit Ngarampanich (Thajsko) |
| Bae Keum-Soo 74'      |     |          | Hebrew University Stadium, Jeruzalém diváci: 7 000 rozhodčí: Pisit Ngarampanich (Thajsko) |

| 2. června 1964 16.30                    |     |                     |                                                                              |
| Indie                                   | 3:1 | Hongkong            | Bloomfield Stadium, Tel Aviv diváci: 5 000 rozhodčí: Patrick Nice (Malajsie) |
| I. Singh 45' Samajapati 60' Goswami 77' |     | Cheung Yiu Kwok 39' | Bloomfield Stadium, Tel Aviv diváci: 5 000 rozhodčí: Patrick Nice (Malajsie) |

| 3. června 1964 16.00 |     |                   |                                                                            |
| Jižní Korea          | 1:2 | Izrael            | National Stadium, Ramat Gan diváci: 35 000 rozhodčí: Davoud Nassiri (Írán) |
| Huh Yoon-Jung 79'    |     | Leon 20' Tish 38' | National Stadium, Ramat Gan diváci: 35 000 rozhodčí: Davoud Nassiri (Írán) |